# Kroatiens västkust
Kroatiens västkust sträcker sig från den södra delen av landet och norrut och är cirka 130 mil lång kuststräcka mot Adriatiska havet, en del av nordöstra Medelhavet. Det finns flera mindre skärgårdar med 1000-tals öar, vilket ligger bakom varför turister benämner Kroatien som "de tusen öarnas land". De flesta av öarna finns kring Zadar.